# Nemzetközi Időkapszula Egyesület
A Nemzetközi Időkapszula Egyesület (International Time Capsule Society, ITCS) egy amerikai szervezet a Georgia állambeli Atlantában. A szervezet az Oglethorpe Egyetemen az időkapszulák tanulmányozására és népszerűsítésére jött létre.
1990-es megalakulása óta a szervezet világszerte dokumentálja az időkapszulákkal kapcsolatos projekteket.
A Nemzetközi Időkapszula Egyesületnek otthont adó Oglethorpe Egyetem egyik épületének alagsorában található a civilizáció kriptája, egy kamra, amit 1940-ben zártak le, hogy csak évezredek múlva nyissák ki.
A Nemzetközi Időkapszula Egyesület a civilizáció kriptája miatt választotta székhelyéül az Oglethorpe Egyetemet, mert az időkapszulákkal kapcsolatos kutatások itt kezdődtek el. Bár az időkapszula kifejezés az első Westinghouse időkapszulához kapcsolható, ez volt az első mai értelemben vett időkapszulának tekinthető kezdeményezés a 20. században.

## Alapítók
- Knute Berger ("Skip"), seattlei író. A Washingtoni százéves időkapszula projekt vezetője, az Időkapszulák Amerikában (Time Capsules in America) című írás szerzője (1978).
- Dr. Brian Durrans , a British Museum antropológusa, a néprajzi részleg vezetője.
- Paul Hudson, akit a The New York Times mint az időkapszulákhoz legjobban értő embert említ.
- William Jarvis, a Washingtoni Egyetem könyvtárának beszerzési osztályát vezeti.[1]

## Az egyesület céljai
- Információ gyűjtése minden ismert időkapszuláról. Legfontosabb az időkapszulák pontos helyének és a tervezett kinyitás idejének ismerete. Bárki, aki létrehoz egy időkapszulát, ingyenesen regisztrálhatja az adatait az egyesület adatbázisában egy online nyomtatvány kitöltésével.[3]
- Tanácsadás azok részére, akik időkapszulát szeretnének létrehozni.
- Az időkapszulák népszerűsítése, a sokszínűség és a motiváció tanulmányozása, és ilyen irányú kutatások elősegítése.
- A közvélemény és a tudományos világ figyelmének felhívása az időkapszulák kulturális és történelmi értékére.

## Az időkapszula adatbázis
A Nemzetközi Időkapszula Egyesület fő célja a világon található időkapszulák adatbázisának kezelése, az időkapszulák sorsának követése, és az időkapszulákról szóló információ hosszú távú megőrzése a jövő nemzedékei részére.
Az egyesület becslései alapján az elmúlt években kb. 5000 időkapszulát helyeztek el a világ számos pontján. Valószínű, hogy 10-15 ezer időkapszula található szerte a Földön, a legtöbb időkapszuláról azonban vagy senki nem tud már, vagy nincs róluk hivatalos információja senkinek.
Paul Hudson, a Nemzetközi Időkapszula Egyesület egyik alapítója úgy nyilatkozott, hogy az időkapszulák 80%-a soha nem teljesíti be küldetését: elvesznek, vagy nem a megfelelő időben nyitják ki.
Több mint 1400 csoport vagy egyén regisztrálta időkapszuláját az egyesület adatbázisában. Az ezredforduló környékén vélhetőleg több ezer időkapszulát helyeztek el magánszemélyek és egyesületek, ezek nagy része hamar feledésbe merül. Az egyesület ezért azt tanácsolja mindenkinek, aki időkapszulát szeretne elhelyezni, hogy lépjen kapcsolatba velük, vagy a British Museum néprajzi részlegével, melynek vezetője jelenleg Dr. Brian Durrans.
A Nemzetközi Időkapszula Egyesület rendszeresen tart konferenciákat az Oglethorpe Egyetemen, ahol a résztvevők saját időkapszula projektjeikről tartanak előadásokat.